# Kirjat Ono

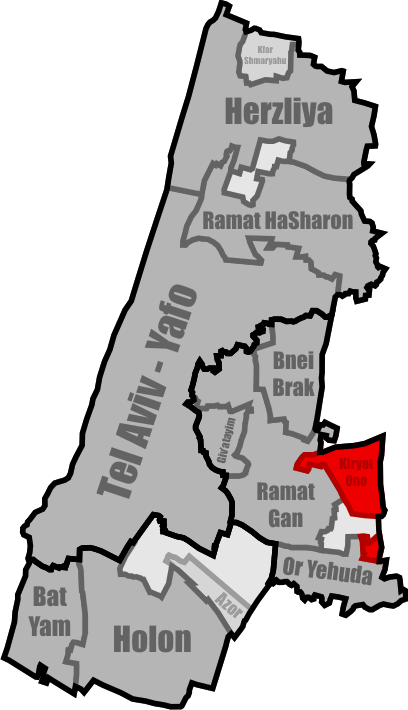
Lage von Kirjat Ono im Bezirk Tel Aviv

Emblem von Kirjat Ono

Kirjat Ono (hebräisch קִרְיַת אוֹנוֹ Qirjat Ōnō) ist eine Stadt in Israel im Bezirk Tel Aviv; sie gehört zum Ballungsraum Gusch Dan. 2018 hatte sie 39.986 Einwohner.
Der Name stammt von dem biblischen Ort Ono (1 Chr 8,12 ;Esr 2,33 ;Neh 6,2;7,37;11,35 ).

## Geschichte
1939 wurde das Dorf (hebr.: Kfar) Kfar Ono gegründet. 1954 wurde dort ein Auffanglager für neue Immigranten errichtet und der Ort mit umliegenden Gemeinden zu Kirjat Ono zusammengeschlossen. 1992 erhielt Kirjat Ono den Stadtstatus.

## Partnerschaften
- – Drachten, Niederlande
- – Dormagen, Deutschland
- – Landkreis Offenbach, Deutschland

## Söhne und Töchter (Auswahl)
- Uri Rubin (1944–2021), Islamwissenschaftler, Hochschullehrer und Professor an der Universität Tel Aviv
- Yona Wallach (1944–1985), Lyrikerin
- Eyal Ran (* 1972), Tennisspieler
- Karine Elharrar (* 1977), Politikerin
- Oded Tzur (* 1984), Jazzmusiker
- Aviram Shwarzbard (* 1994), Weitspringer